# Urgtjärnarna (Tännäs socken, Härjedalen, 693179-132437)
Urgtjärnarna är en sjö i Härjedalens kommun i Härjedalen och ingår i Ljusnans huvudavrinningsområde. Sjön har en area på 0,096 kvadratkilometer och ligger 853,6 meter över havet. Urgtjärnarna ligger i Rogen Natura 2000-område. Sjön avvattnas av vattendraget Urgan.

## Delavrinningsområde
Urgtjärnarna ingår i det delavrinningsområde (693187-132479) som SMHI kallar för Ovan 693285-132679. Medelhöjden är 884 meter över havet och ytan är 10,14 kvadratkilometer. Det finns inga avrinningsområden uppströms utan avrinningsområdet är högsta punkten. Urgan som avvattnar avrinningsområdet har biflödesordning 3, vilket innebär att vattnet flödar genom totalt 3 vattendrag innan det når havet efter 391 kilometer. Avrinningsområdet består mestadels av skog (39 procent) och kalfjäll (53 procent). Avrinningsområdet har 0,2 kvadratkilometer vattenytor vilket ger det en sjöprocent på 1,9 procent.